# داريل وليامز (لاعب كرة قدم أمريكية أمريكي)
داريل وليامز (بالإنجليزية: Daryl Williams)‏ هو لاعب كرة قدم أمريكية أمريكي، ولد في 31 أغسطس 1992 في لايك دالاس في الولايات المتحدة.

## وصلات خارجية
- داريل وليامز على موقع مرجع كرة القدم المحترفة.كوم (الإنجليزية)